# Вощар (посёлок)
Во́щар — посёлок в Тарногском районе Вологодской области.
Входит в состав Спасского сельского поселения, с точки зрения административно-территориального деления — в Верхнеспасский сельсовет.
Расположен по берегам небольшой реки Ивас, через которую в черте посёлка перекинут мост. Основан в 1928 г. посреди сосновых лесов. Население занято лесозаготовками. В 1983 г. до посёлка дотянули Лойгинскую узкоколейную железную дорогу для вывоза брёвен с местного лесопункта. В 2007 г. железнодорожный путь до Вощара разобран.
Расстояние по автодороге до районного центра Тарногского Городка — 28 км, до центра муниципального образования Никифоровской — 13 км. Ближайшие населённые пункты — Дементьевская, Григорьевская, Паровская.
По переписи 2002 года население — 314 человек (145 мужчин, 169 женщин). Преобладающая национальность — русские (99 %).